# Xysticus triguttatus
Xysticus triguttatus là một loài nhện trong họ Thomisidae.
Loài này thuộc chi Xysticus. Xysticus triguttatus được Eugen von Keyserling miêu tả năm 1880.

## Hình ảnh